# Tabu sobre os nomes na cultura chinesa
O tabu sobre os nomes foi um tabu contra o uso, quer na fala quer na escrita, dos nomes (nomeadamente, contra o uso dos caracteres que compunham ditos nomes) de certas pessoas na China.

## Tipos
- O tabu sobre os nomes do estado (国讳; 國諱) foi o tabu que existia contra o uso do nome do imperador e os seus antepassados. Por exemplo, durante a dinastia Qin foi evitado o uso de Zheng (政), que era o nome próprio do rei Qin Shi Huang; assim, o primeiro mês do ano, Zheng Yue (正月: o mês honesto) foi renomeado para Duan Yue (端月: o mês respeitável/honesto). Geralmente são evitados os nomes dos antepassados até sete gerações depois da sua morte.
- O tabu sobre os nomes do clã (家讳; 家諱) foi o tabu que existia contra o uso do nome dos antepassados de um mesmo.
- O tabu sobre o nome das santidades (聖人諱) foi o tabu que existia contra o uso do nome de pessoas respeitadas. Por exemplo, o nome Confúcio foi proibido durante a dinastia Jin.

Em documentos diplomáticos e cartas entre clãs observavam-se os tabus sobre os nomes de cada um dos clãs implicados.
Em 1777 Wang Gihou (王錫侯) escreveu o nome do imperador Qianlong num livro, pelo qual ele e os seus familiares foram executados.

### Métodos para evitar ofensas

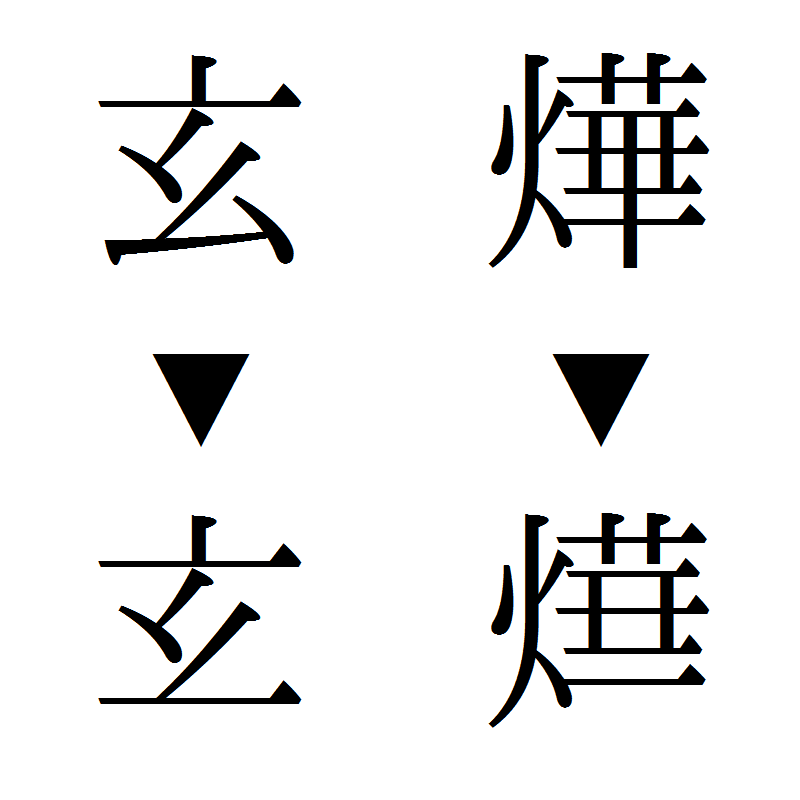
Exemplo de omissão dum caráter tabu: é omitido último traço dos dois ideogramas do nome dado ao imperador Kangxi "玄" (xuán) e "燁" (yè).

Empregavam-se três métodos diferentes para evitar o uso de um caráter tabu:
- Cambiar o caráter por outro que seja sinônimo ou soe parecido ao caráter que quer evitar-se. Por exemplo, a porta Xuanwu (玄武門：Porta do Norte) da Cidade Proibida foi renomeada como Shenwu (神武門：Porta do Poder Divino) para evitar o primeiro caráter de Xuanye (玄燁), que era o nome próprio do imperador Kangxi
- Deixar um espaço em branco no lugar do caráter.
- Omitir um traço no caráter, especialmente o traço final.

Embora estes tabus não se sigam estritamente em nossos dias, são ainda observados por muitas pessoas que evitam dar aos seus filhos nomes que tenham o mesmo ou similar som do que o de algum dos seus antepassados. Isto pode explicar por que ainda na China moderna se encontra irrespeitoso chamar os anciãos pelo seu nome, e por que é raro encontrar pessoas com o mesmo nome que os seus pais.

## Na história
Ao longo da história da China houve imperadores, cujos nomes continham caracteres frequentes, que tentaram aliviar a carga que supunha a observância deste tabu. Por exemplo, o imperador Xuan de Han, cujo nome de batismo Bingyi (病已) continha dois caracteres muito frequentes, mudou dito nome para Xun (詢), um caráter muito mais infrequente, com o propósito explícito de facilitar ao seu povo a observância do tabu. Analogamente, o imperador Taizong de Tang, cujo nome de pila Shimin (世民) também continha dois caracteres muito frequentes, ordenou que o tabu sobre o seu nome somente requeresse evitar o uso dos caracteres Shi e Min quando apareciam juntos e não por separado, que era o tradicional. Contudo, o seu filho o imperador Gaozong de Tang anulou essa ordem após a morte do seu pai, restabelecendo o tabu original sobre os caracteres por separado.